# Cionodon arctatus
 Cionodon arctatus es una especie y tipo dudosa  del género extinto Cionodon de dinosaurio ornitópodo, hadrosáurido, que vivió a finales del período Cretácico en el Mastrichtiano hace aproximadamente entre 65 millones de años en Norteamérica. La especie es conocida por restos muy fragmentados y consideradas dudosas. Fue encontrada en sedimentos del Maastrichtiense de Colorado Estados Unidos y descrita por Edward Drinker Cope en 1874, es incluida dentro de Thespesius arctatus o Trachodon arctatus.